# Canoa/kayak ai Giochi della XXXI Olimpiade - K2 200 metri maschile
La gara di velocità K2, 200 metri, per Rio de Janeiro 2016 si è svolta alla Laguna Rodrigo de Freitas dal 17 al 18 agosto 2016.

## Regolamento della competizione
La competizione prevede due batterie di qualificazione, due semifinali e due finali. I migliori piazzati nelle batterie di qualificazione accedono direttamente alla finale "A" per l'assegnazione delle medaglie, mentre gli altri equipaggi accedono alle semifinali. I primi tre classificati a queste ultime accedono alla finale "A", mentre i restanti gareggiano nella finale "B" per la definizione della classifica dal 9º al 13º posto.

## Programma
| Data                     | Ora         | Round               |
| ------------------------ | ----------- | ------------------- |
| Mercoledì 17 agosto 2016 | 08:51 10:10 | Batterie Semifinali |
| Giovedì 18 agosto 2016   | 09:47       | Finale              |

## Risultati
| FA | Qualificato in finale A (per le medaglie)     |
| FB | Qualificato in finale B (non per le medaglie) |
| SF | Qualificato in semifinale                     |

### Batterie

#### Batteria 1
| Pos. | Atleta                                                  | Paese     | Tempo  | Note |
| ---- | ------------------------------------------------------- | --------- | ------ | ---- |
| 1    | Aurimas Lankas Edvinas Ramanauskas                      | Lituania  | 31"755 | FA   |
| 2    | Nebojša Grujić Marko Novaković                          | Serbia    | 31"776 | SF   |
| 3    | Maxime Beaumont Sébastien Jouve                         | Francia   | 31"855 | SF   |
| 4    | Ryan Cochrane Hugues Fournel                            | Canada    | 32"749 | SF   |
| 5    | Edson Isaias Freitas da Silva Gilvan Bitencourt Ribeiro | Brasile   | 33"021 | SF   |
| 6    | Daniel Bowker Jordan Wood                               | Australia | 34"246 | SF   |

#### Batteria 2
| Pos. | Atleta                                | Paese         | Tempo  | Note |
| ---- | ------------------------------------- | ------------- | ------ | ---- |
| 1    | Saúl Craviotto Cristian Toro          | Spagna        | 31"161 | FA   |
| 2    | Sándor Tótka Péter Molnár             | Ungheria      | 31"438 | SF   |
| 3    | Liam Heath Jon Schofield              | Gran Bretagna | 31"534 | SF   |
| 4    | Tom Liebscher Ronald Rauhe            | Germania      | 31"572 | SF   |
| 5    | Sergii Tokarnytskyi Andrey Yerguchyov | Kazakistan    | 33"807 | SF   |
| 6    | Choi Min-kyu Cho Gwang-hee            | Corea del Sud | 33"825 | SF   |
| 7    | Alberto Ricchetti Mauro Crenna        | Italia        | 34"000 | SF   |

### Semifinali

#### Semifinale 1
| Pos. | Atleta                                | Paese         | Tempo  | Note |
| ---- | ------------------------------------- | ------------- | ------ | ---- |
| 1    | Sandor Totka Peter Molnar             | Ungheria      | 32"138 | FA   |
| 2    | Maxime Beaumont Sébastien Jouve       | Francia       | 32"526 | FA   |
| 3    | Ryan Cochrane Hugues Fournel          | Canada        | 33"494 | FA   |
| 4    | Choi Min-kyu Cho Gwang-hee            | Corea del Sud | 33"767 | FB   |
| 5    | Sergii Tokarnytskyi Andrey Yerguchyov | Kazakistan    | 35"151 | FB   |

#### Semifinale 2
| Pos. | Atleta                                                  | Paese         | Tempo  | Note |
| ---- | ------------------------------------------------------- | ------------- | ------ | ---- |
| 1    | Liam Heath Jon Schofield                                | Gran Bretagna | 31"899 | FA   |
| 2    | Tom Liebscher Ronald Rauhe                              | Germania      | 32"061 | FA   |
| 3    | Nebojša Grujić Marko Novaković                          | Serbia        | 32"513 | FA   |
| 4    | Edson Isaias Freitas da Silva Gilvan Bitencourt Ribeiro | Brasile       | 33"359 | FB   |
| 5    | Alberto Ricchetti Mauro Crenna                          | Italia        | 34"318 | FB   |
| 6    | Daniel Bowker Jordan Wood                               | Australia     | 34"845 | FB   |

### Finali

#### Finale B
| Pos. | Atleta                                                  | Paese         | Tempo  | Note |
| ---- | ------------------------------------------------------- | ------------- | ------ | ---- |
| 1    | Choi Min-kyu Cho Gwang-hee                              | Corea del Sud | 33"812 |      |
| 2    | Edson Isaias Freitas da Silva Gilvan Bitencourt Ribeiro | Brasile       | 33"992 |      |
| 3    | Daniel Bowker Jordan Wood                               | Australia     | 35"334 |      |
| 4    | Sergii Tokarnytskyi Andrey Yerguchyov                   | Kazakistan    | 35"427 |      |
| 5    | Alberto Ricchetti Mauro Crenna                          | Italia        | 54"516 |      |

#### Finale A
| Pos. | Atleta                             | Paese         | Tempo  | Note |
| ---- | ---------------------------------- | ------------- | ------ | ---- |
|      | Saúl Craviotto Cristian Toro       | Spagna        | 32"075 |      |
|      | Liam Heath Jon Schofield           | Gran Bretagna | 32"368 |      |
|      | Aurimas Lankas Edvinas Ramanauskas | Lituania      | 32"382 |      |
| 4    | Sandor Totka Péter Molnár          | Ungheria      | 32"412 |      |
| 5    | Tom Liebscher Ronald Rauhe         | Germania      | 32"488 |      |
| 6    | Nebojša Grujić Marko Novaković     | Serbia        | 32"656 |      |
| 7    | Maxime Beaumont Sébastien Jouve    | Francia       | 32"699 |      |
| 8    | Ryan Cochrane Hugues Fournel       | Canada        | 33"767 |      |